# Chamaret
Chamaret település Franciaországban, Drôme megyében. Lakosainak száma 527 fő (2022. január 1.). Chamaret Chantemerle-lès-Grignan, Colonzelle, Grignan és Montségur-sur-Lauzon községekkel határos.

## Népesség
A település népességének változása:
| Lakosok száma | 312  | 349  | 455  | 532  | 561  | 576  | 546  | 527  | 520  | 527  |
|               | 1968 | 1982 | 1990 | 2006 | 2013 | 2015 | 2017 | 2019 | 2020 | 2022 |